# Asymmetrisk rytm
Asymmetrisk rytm är en musikterm som används när alla taktdelar i en takt inte är lika långa.  Detta kan till exempel vara när en rytm är uppbyggd av pulsgrupper om både två och tre slag. En 9-takt kan alltså vara symmetrisk 3+3+3 och asymmetrisk till exempel 2+2+2+3. 
Asymmetrisk rytm är vanlig inom folkmusik från olika länder. Asymmetriska rytmer är vanligt bland annat i pols och polska från Norge och Västsverige, samt i musik från Balkan, Turkiet och sydvästra Asien. Detta noteras ofta i balkansk musik som exempelvis 2+2+3/8 takt, medan man i skandinaviska polskor ofta har valt att notera musiken i vanlig 3/4-takt med en kommentar om att den spelas med kort ett eller kort tre.